# Ean Evans
 (mars 2019).
Pour les articles homonymes, voir Evans.
Ean Evans, de son nom complet Donald Ean Wayne Evans, était un musicien nord-américain né à Atlanta le 16 septembre 1960 et décédé d'un cancer le 6 mai 2009 à son domicile de Columbus. 

## Biographie
Il commença sa carrière de musicien professionnel en rejoignant au poste de bassiste The Outlaws, puis devint en août 2001 le bassiste de Lynyrd Skynyrd en remplacement de Leon Wilkeson. Gravement malade depuis la fin 2008, il donna son dernier concert avec Lynyrd Skynyrd le 19 avril 2009 assis dans une chaise roulante au Mississipi Kid Festival organisé en son soutien. Il était marié et père de deux petites filles.

## Discographie
- Lynyrd Skynyrd : Vicious Cycle
- Lynyrd Skynyrd : Lyve : the Vicious Cycle Tour
- Lynyrd Skynyrd : Live from Freedom Hall
- Evanscapps : Last Time